# ニック・ティモニー
ニック・ティモニー（Nick Timoney、1995年8月1日 - ）は、ユナイテッド・ラグビー・チャンピオンシップ、アルスターに所属するラグビー選手。

## プロフィール
- アイルランド・ダブリン出身[1]。
- ポジションはフランカー(FL)。
- 身長 188cm、体重 114kg
- U20アイルランド代表に選ばれたことがある[2]。
- 7人制アイルランド代表に選ばれたことがある。
- アイルランド代表キャップは3（2024年2月現在）。

## 略歴
2016年、アルスターに加入。 